# Lazzaro Mocenigo (incrociatore ausiliario)
Il Lazzaro Mocenigo (poi Civitavecchia, poi Lorenzo Marcello) è stato un incrociatore ausiliario (successivamente nave appoggio) della Regia Marina e una motonave passeggeri italiana.

## Storia

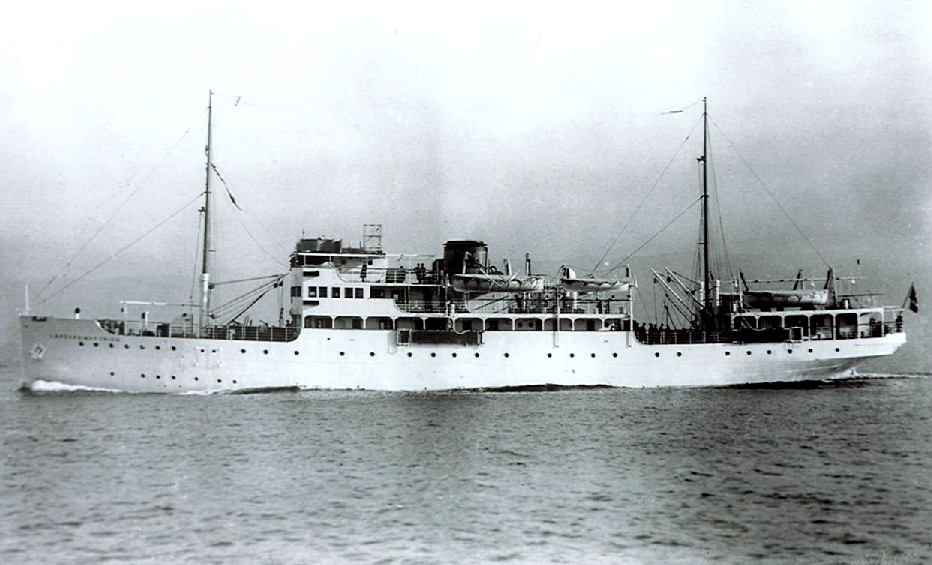
La Lazzaro Mocenigo fotografata negli anni Trenta, a noleggio della Società Adriatica

Costruita tra il 1927 ed il 1928 dal Cantiere San Rocco di Muggia contemporaneamente alla similare Lorenzo Marcello (costruita a Trieste ma nello Stabilimento Tecnico Triestino), la nave era in origine una motonave passeggeri da 1403 tonnellate di stazza lorda, propulsa da un motore diesel a due tempi FIAT da 1200 CV (con scorta di carburante di 1250 tonnellate) su un'elica, che consentiva una velocità di 13-14 nodi.
Appartenente in origine alla Società anonima di Navigazione di Venezia, che la impiegò sino al 1936, la motonave venne nello stesso anno noleggiata, e successivamente acquistata, dalla Società di Navigazione Fiumana, con sede a Fiume. Tale società noleggiò a sua volta la Mocenigo alla Società Anonima di Navigazione Adriatica. La nave era impiegata nei collegamenti nell'Adriatico, trasportando merci e passeggeri tra Venezia, Fiume, Pola, Ancona, Trieste e Zara.
Nel 1940, con l'entrata dell'Italia nella seconda guerra mondiale, la Mocenigo venne requisita dalla Regia Marina ed iscritta nel ruolo del Naviglio ausiliario dello Stato come incrociatore ausiliario, con matricola D 21. Armata con due cannoni da 100/47 mm, due mitragliere da 20/65 mm ed altrettanti scaricabombe (o lanciabombe) antisom per bombe di profondità, l'unità venne destinata principalmente a compiti di scorta convogli.
Successivamente il Mocenigo venne trasformato in nave appoggio sommergibili. Nella terza decade del novembre 1943 la nave lasciò Taranto, rimorchiando un bersaglio da utilizzarsi nel Levante, per raggiungere, insieme alla nave cisterna Dafila e sotto la scorta dei cacciatorpediniere da Recco e Grecale, Alessandria d'Egitto, da dove sarebbe poi proseguita per Haifa, dove sarebbe stata utilizzata come nave appoggio per i sommergibili italiani dislocati nella base palestinese. Il cavo di rimorchio si spezzò tra Malta e Bengasi, lasciando il bersaglio alla deriva, mentre la Mocenigo giunse ad Alessandria il 22 novembre.

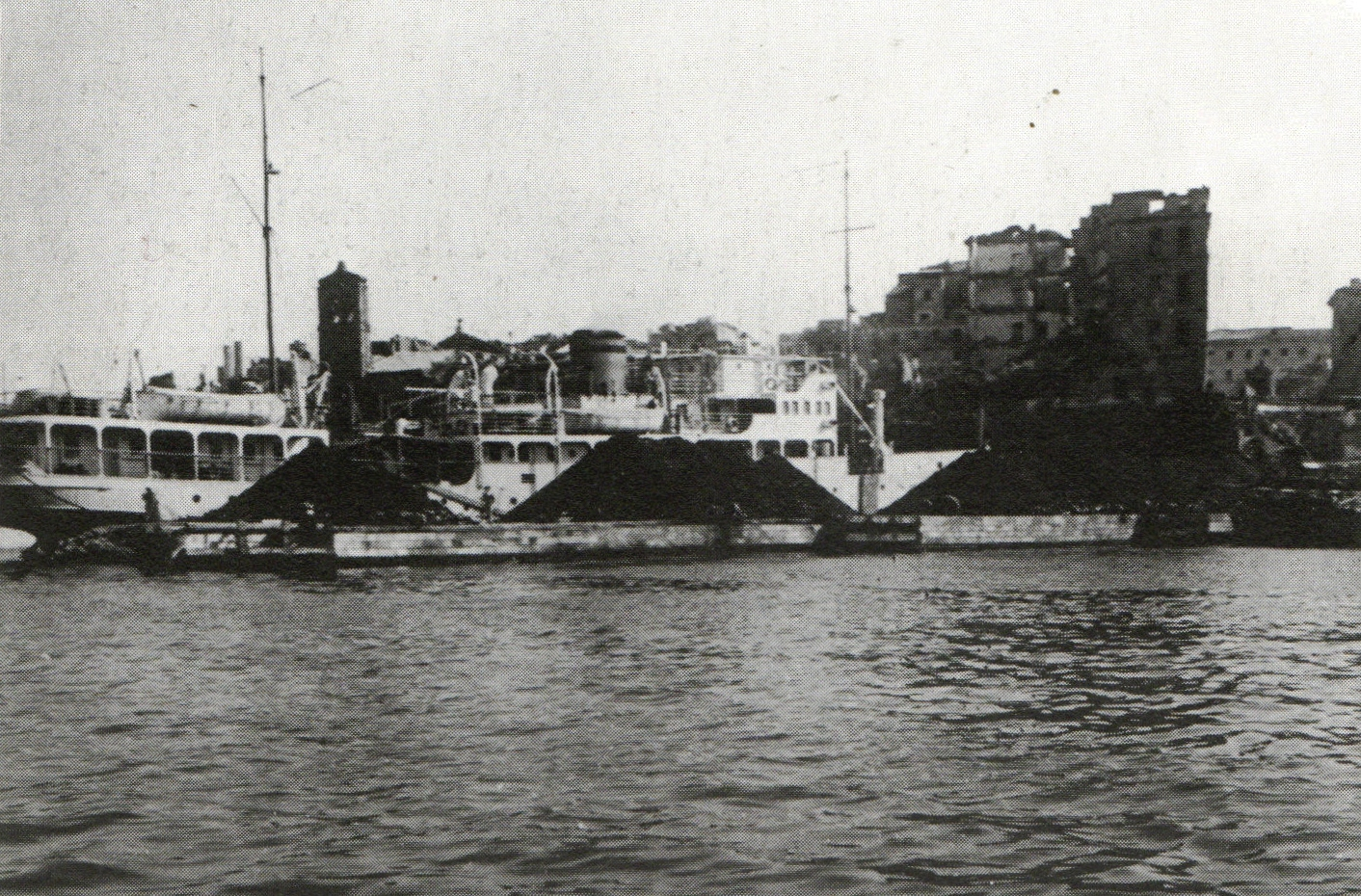
La nave fotografata a Civitavecchia nel 1947, impiegata nei collegamenti con Olbia. Notare la colorazione mimetica non ancora rimossa

Nel 1945, terminato il conflitto, il Mocenigo venne derequisito e restituito agli armatori, riprendendo il servizio come nave mercantile. Nel luglio 1948 la Fiumana cedette la motonave alla Società Tirrenia, che la ribattezzò Civitavecchia e la utilizzò nei collegamenti tra Genova ed Olbia e tra Genova e Porto Torres.
Nel 1955 la Civitavecchia venne noleggiata alla società Adriatica, che la utilizzò sulle tratte turistiche stagionali verso Grecia e Dalmazia, e nel 1956 fu quindi fu venduta al Lloyd Mediterraneo, che la ribattezzò Lorenzo Marcello (il nome portato dalla nave gemella, perduta in guerra). La nave venne probabilmente demolita in epoca successiva.